# کلیسای جامع سنت دیمیتریوس

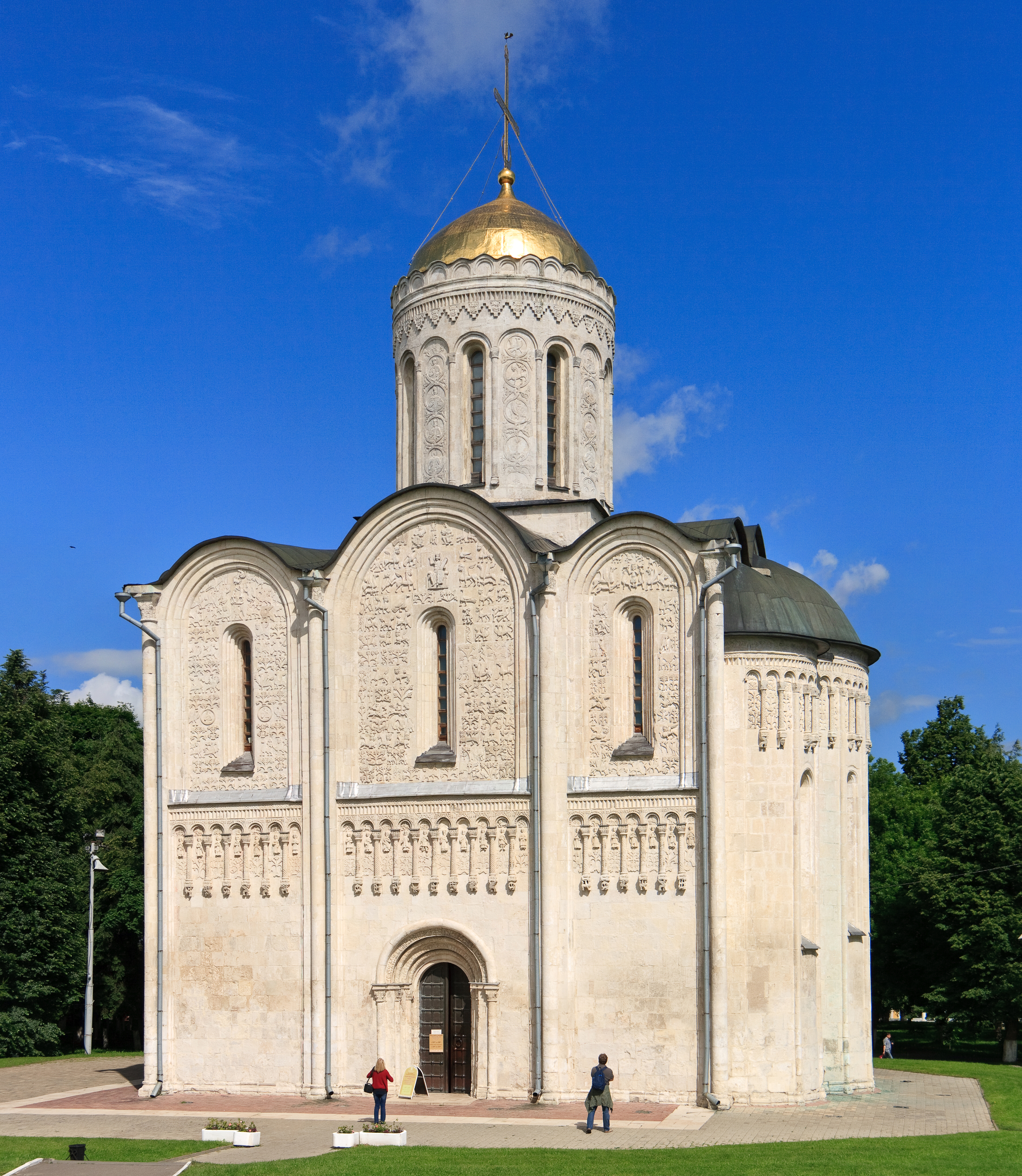
کلیسای جامع سنت دیمیتریوس

کلیسای جامع سنت دیمیتریوس (به روسی: Дмитриевский собор) یک کلیسای جامع در شهر باستانی ولادیمیر است. این کلیسا در سال ۱۱۹۷ تکمیل شد در دوران سلطنت شاهزاده بزرگ وسولود لوتی بزرگ از ولادیمیر-سوزدال به افتخار سنت دمتریوس تسالونیکی ساخته شد. به‌عنوان یک جزء مهم از بناهای سفید ولادمیر و سوزدال، کلیسا بخشی از میراث جهانی یونسکو است. در حال حاضر، این کلیسا بخشی از موزه فضای باز ولادیمیر-سوزدال است.

## تاریخ
کلیسای جامع سنت دمتریوس در ولادیمیر، روسیه توسط وسولود سوم در سال‌های ۱۱۹۳ تا ۱۱۹۷ ساخته شد. این کلیسا یکی از چندین کلیسای بزرگ بود که او ساخته است که شامل کلیسای جامع رستاخیز (۱۱۵۸–۱۱۶۰) در ولادیمیر، روسیه نیز می‌شود. این کلیسا به سنت دمتریوس تسالونیکی (سنت دمتریوس از تسالونیکی به یونانی) تقدیم شده است. کلیسای جامع سنت دمتریوس در ابتدا مستقیماً با کاخ وسولود متصل بود و برای استفاده شخصی او ساخته شده بود. کاخ دیگر وجود ندارد و کلیسا از زمان ساخت اولین‌بار بارها بازسازی شده است اما ویژگی‌ها و برنامه‌های نمادین اصلی خود را حفظ کرده است. بزرگ‌ترین بازسازی در سال ۱۸۳۲ انجام شد زمانی که برخی ساختارهای متصل که قبلاً کلیسا را به کاخ متصل می‌کردند، برداشته شدند. در آن زمان، برخی از بلوک‌های خارجی جابه‌جا شده و برخی با بلوک‌های جدید حکاکی‌شده جایگزین شدند. این کلیسا در سال ۱۹۹۲ به میراث جهانی اضافه شد.